# Rasborichthys
Rasborichthys is een geslacht van straalvinnige vissen uit de familie van karpers (Cyprinidae).

## Soort
- Rasborichthys helfrichii (Bleeker, 1856)